# ویرازیل
ویرازیل (به فرانسوی: Virazeil) یک کامین در فرانسه است که در Canton of Marmande-Est واقع شده‌است.

## خصوصیات
ویرازیل ۱۹٫۸۷ کیلومترمربع مساحت و ۱٬۵۸۷ نفر جمعیت دارد و ۲۰ متر بالاتر از سطح دریا واقع شده‌است.